# Anderson Leite
Anderson Leite Morais (San Paolo, 4 maggio 1993) è un calciatore brasiliano, centrocampista del Guarani.

## Carriera
Ha giocato nella seconda divisione brasiliana con vari club. Inoltre, ha giocato nella massima serie costaricana con il Saprissa, con il quale ha giocato anche due partite nella fase a gironi della CONCACAF Champions League.

## Palmarès

### Club

#### Competizioni statali
- Campionato Paranaense: 1

Londrina: 2014
- Campionato Catarinense: 1

Chapecoense: 2020

#### Competizioni nazionali
- Campeonato Brasileiro Série B: 1

Chapecoense: 2020